# Échangeur de la Crabe
L’échangeur de la Crabe est un échangeur autoroutier de l'ouest toulousain, dans le quartier de Saint-Martin-du-Touch. Il est situé sur l'A624 où on trouve l'accès no 2 et est le point de départ de la rocade Arc-en-Ciel.
Il est situé non loin de l'échangeur de la Fontaine Lumineuse.

## Histoire
L'échangeur est construit à la fin des années 1980 en même temps que la construction de l'A624.
En 1997 est ouvert l'accès vers la rocade Arc-en-Ciel, cependant ses accès avaient déjà été partiellement aménagés à la construction de l'échangeur, bien avant son ouverture.

## Axes concernés
- L'autoroute A624, reliant Colomiers à la rocade ouest.
- La métropolitaine 980 (anciennement départementale 980), dite rocade Arc-en-Ciel.

## Desserte
- Toulouse (Saint-Martin-du-Touch)
- Site de Saint-Martin d'Airbus
- Parc d'activité de Saint-Martin-du-Touch
- Future station de métro Saint-Martin-du-Touch de la ligne TAE